# 阿兹特克城站
阿兹特克城站（西班牙語：Ciudad Azteca）是墨西哥城地铁B线的一座地上车站，也是该线路的北侧终点站，位于墨西哥州埃卡特佩克市阿兹特克城街区3区内卡洛斯·汉克·冈萨雷斯大道中央。在2019年，该站日均乘客数量达65,350人，为该条线路中仅次于布埃纳维斯塔站第二繁忙的车站，及墨西哥城地铁系统中客流量第11大的车站。

## 车站设施
阿兹特克城站外东西两侧有“墨西港”（西班牙語：Mexipuerto）商业综合体与车站站厅连接，为墨西哥城地铁系统中两座“墨西港”之一（另一座位于2号线的终点站四路站），包含餐厅、超市、电影院、服装店及医疗机构等众多商业设施。综合体下方的交通枢纽与墨西哥州快速公交1号线及埃卡特佩克市政交通相驳接，可通往埃卡特佩克市传统中心区圣克里斯托瓦尔镇及墨西哥谷都市圈东北部的特卡玛卡、科亚卡科等地。

## 车站命名及标识
车站得名于周边的阿兹特克城街区，为自20世纪60年代末以来在原特斯科科湖湖盆上新开辟的居民区，现时为墨西哥乃至拉丁美洲人口密度最高的区域之一。
该站的标志为阿兹特克文明中心特诺奇蒂特兰城的象形符号，与“阿兹特克城”一名所代表的意象相合。

## 车站历史
该站于2000年11月30日与延长至埃卡特佩克境内的墨西哥城地铁B线北段一同开通，但开通之时尚未配套建设交通接驳区域，仅利用站区东侧的一片空地临时做互通之用。
2006年，Carso集团开始在空地上建设阿兹特克-独立二百周年综合交通枢纽（西班牙語：Terminal Multimodal Azteca Bicentenario，后冠名“墨西港”），相关交通部门同时开始完善阿兹特克城站的交通配套，实现多交通方式无缝结合。

## 周边重要建筑
- 阿兹特克-独立二百周年综合交通枢纽
- 阿拉贡商业广场